# Локса
Локса (ест. Loksa) — місто на півночі Естонії на березі Фінської затоки Балтійського моря. Знаходиться в повіті Гар'юмаа. В місті є підприємство Loksa Shipyard Ltd., яке є дочірним підприємством Odense Steel Shipyard Ltd — A.P. Moller-Maersk Group, і спеціалізується на виробництві сталевих конструкцій вагою від декількох сотень кілограм до 270 тон, головним чином для суднобудування, а також для берегових об'єктів.
Лютеранська церква Святої Діви Марії побудована в Локса в 1847-1853 роках.
В місті розташований храм святого праведника Іоанна Кронштадського, побудований в 2003 році, освячений 12 липня 2008 року митрополитом Талліннським і всія Естонії Корнелієм.

## Історія
Розвиток міста Локса почався близько 1874 року, коли поміщики з Колга побудували за межами міста новий цегельний завод. Приблизно в цей же час навколо заводу зародився новий міський ринок.

## Населення
За даними перепису населення 2021 року, в місті проживають 2615 осіб. Місто має найбільшу частку українців в Естонії (8,60%). Національний склад міста був таким:
|            | осіб | %    |
| ---------- | ---- | ---- |
| росіяни    | 1377 | 52,7 |
| естонці    | 840  | 32,1 |
| українці   | 225  | 8,6  |
| білоруси   | 46   | 1,8  |
| латиші     | 18   | 0,7  |
| литовці    | 11   | 0,4  |
| німці      | 10   | 0,4  |
| фіни       | 8    | 0,3  |
| татари     | 8    | 0,3  |
| поляки     | 8    | 0,3  |
| вірмени    | 4    | 0,2  |
| інші       | 48   | 1,8  |
| не вказали | 12   | 0,4  |
| всього     | 2615 | 100  |